# Gutterflower
Gutterflower är ett album av Goo Goo Dolls, utgivet i april 2002. Låtarna "Big Machine" och "Here Is Gone" blev de största hitarna från albumet.

## Låtlista
1. "Big Machine" (Johnny Rzeznik) - 3:10
2. "Think About Me" (Rzeznik) - 3:59
3. "Here Is Gone" (Rzeznik) - 3:58
4. "You Never Know" (Robby Takac) - 3:07
5. "What a Scene" (Rzeznik) - 4:27
6. "Up, Up, Up" (Takac) - 2:58
7. "It's Over" (Rzeznik) - 3:35
8. "Sympathy" (Rzeznik) - 2:58
9. "What Do You Need?" (Rzeznik) - 3:49
10. "Smash" (Takac) - 2:26
11. "Tucked Away" (Takac) - 3:13
12. "Truth Is a Whisper" (Rzeznik) - 4:00